# Proton M
Proton-M (ros. Протон-М) – rosyjska ciężka rakieta nośna pochodząca od rakiety Proton (UR-500) produkowanej w ZSRR. Wykorzystywana od 2001 roku, jedyna rakieta z rodziny Proton używana po ostatnim starcie wersji Proton-K w marcu 2012. Komercyjne starty rakiety finansowane są za pośrednictwem konsorcjum International Launch Services.

## Dane techniczne
Rakieta składa się z trzech segmentów na paliwo ciekłe hipergolowe (dimetylohydrazyna niesymetryczna + tetratlenek diazotu). Dodatkowo w celu umieszczenia ładunku na wyższej orbicie może być użyty czwarty, górny stopień, z czego skorzystano we wszystkich z pierwszych stu startów. W większości misji Protona-M użyto stopnia górnego Briz-M; w niektórych startach używany jest stopień Blok DM w wariantach DM-2 lub DM-3, do wynoszenia satelitów systemu GLONASS lub satelitów wojskowych.
W odróżnieniu od Protona-K, Proton-M ma lżejszy 1. stopień wyposażony w mocniejsze silniki RD-276, lepszą nawigację i zastosowania pozwalające na pełną konsumpcję paliwa. Rakieta pozwala na umieszczenie ładunku o masie do 23,0 ton na niskiej orbicie okołoziemskiej (skrót ang. LEO). Z dodatkowym czwartym stopniem pozwala na umieszczenie ładunku o masie do 3250 kg na orbicie geosynchronicznej, a na geosynchronicznej orbicie transferowej może umieścić ładunek o masie do 6920 kg.
Od 2007 roku używana jest ulepszona wersja Protona-M, różniąca się od wersji bazowej mocniejszymi silnikami pierwszego stopnia (RD-275, później RD-276, następców RD-253), zmodyfikowaną awioniką i lepszą konstrukcją stopnia Briz-M. 
Rakieta obecnie używa silnika RD-276.

## Służba
W 2021 Proton-M wyniósł Wielozadaniowy Moduł Laboratoryjny „Nauka”, dołączony do Międzynarodowej Stacji Kosmicznej. Był to pierwszy start Protona-M bez użycia górnego stopnia, był to także pierwszy taki start rakiety z rodziny Proton od czasu wyniesienia modułu Zaria w 1998.
Spośród stu piętnastu startów (ostatni 13 marca 2023 o 02:13 czasu moskiewskiego) wykonanych od  2001 roku dziewięć[wymaga weryfikacji?] było nieudanych. Jeden zakończył się częściowym powodzeniem – przedwczesne wyłączenie górnego stopnia Briz-M w grudniu 2012 r., dziewięć doprowadziło do utraty ładunku: sześciokrotnie przez awarię stopnia Briz-M, raz z powodu niewłaściwego tankowania Bloku DM-03 i trzykrotnie z powodu awarii rakiety Proton-M.